# Zelia tricolor
Zelia tricolor är en tvåvingeart som beskrevs av Daniel William Coquillett 1899. Zelia tricolor ingår i släktet Zelia och familjen parasitflugor. Inga underarter finns listade i Catalogue of Life.